# Martin Poláček (varhanář)
Martin Poláček (* 13. května 1957) je český varhanář a restaurátor varhan, soudní znalec v oboru hudebních nástrojů, držitel licence Ministerstva kultury. Je uveden v encyklopedii Who is Who? (v České republice).

## Životopis
Studoval na Střední průmyslové škole strojní a Fakultě strojní ČVUT. Bydlí a pracuje v Praze 7.
- zaměstnání:
  - Výzkumný ústav dřevařský
  - Fakultní nemocnice v Motole
  - družstvo Igra
  - varhanář Jan Kubát, Kutná Hora (výroba píšťal)
  - od roku 1990 na vlastní Živnostenský list

## Tvorba

### Nové nástroje
Specializuje se na stavbu malých varhan, positivů a portativů dle historických vzorů, zejména pro interprety staré hudby. Na nástroje z jeho dílny hraje např.:
- Pavel Klikar (Musica antiqua Praha)
- Jaroslav Krček (Musica Bohemica)
- Hana Blochová (Kvinterna) – gotický portativ (1994)[1]
- Josef Kšica (dómský varhaník u sv. Víta v Praze)
- Radek Rejšek (studio Českého rozhlasu)

### Restaurace historických varhan
Působí jako restaurátor historických varhan, požívajících nejvyšší stupeň památkové ochrany, např.:
- Španělská synagoga, Praha
- Chrám Nanebevzetí Panny Marie, Ústí nad Labem
- Kostel sv.Antonína, Praha
- Kostel sv.Jakuba Staršího, Prachatice
- Kostel sv.Vavřince, Libochovice
- Kostel Všech Svatých, Latařovice
- Kostel Panny Marie Sněžné, Praha
- Kostel Všech svatých, Libochovice
- Kostel sv.Václava, Lomnice nad Lužnicí
- Kostel Panny Marie, Mladá Boleslav
- Kaple, Mnichovský Týnec
- Kostel sv. Jana a Pavla, Mistrovice – oprava cca 1986[2]
- Kostel Matky Boží před Týnem, postranní loď – restaurování varhan cca 1997[3]
- Kostel sv. Ludmily, Tetín – oprava 1998[4]
- Kostel sv. Havla, Rožďalovice – oprava 2002[5]
- Kostel sv. Bartoloměje, Bakov nad Jizerou – generální oprava varhan 2002[6]
- Kostel Narození Panny Marie, Osenice – konzervace a oprava varhan 2003[7]
- Kostel sv. Jakuba, Stříbrná Skalice – generální oprava varhan 2011–2012[8]
- Kostel sv. Matouše, Rataje nad Sázavou – údržba varhan 2011[9]
- Kostel sv. Václava, Velká Černoc na Lounsku – restaurace varhan[10]
- Kostel sv. Vavřince, Nový Bydžov – rekonstrukce varhan 2016 – 2021